# سعدت أوزكان
سعدت أوزكان (بالتركية: Saadet Özkan)‏ (1978-) هي ناشطة تركية ضد الإساءة للأطفال. أثناء عملها كمُعلمة في مدرسة ابتدائية وجدت أنَّ تلاميذها يُستغلون جنسيًا من قبل مُدير المدرسة، وبالرغمِ من الضغوطِ عليها إلا أنها نجحت في الحصولِ على تحقيقٍ في الجريمة. تلقت جائزة المرأة الشجاعة الدولية.